# ATOM (Radschützenpanzer)
ATOM (russisch Атом (БМП)) ist die Bezeichnung eines russisch/französischen 8×8-Radschützenpanzer-Projekts. Die Einstellung dieses Projekts erfolgte im Zuge der russischen Aggression in der Ukraine.

## Projektgeschichte
Der russische Rüstungsbetrieb Uralwagonsawod und die Militärsparte von Renault Trucks haben 2013 ein Kooperationsprogramm vorgestellt, welches das Ziel verfolgt, einen schweren Radpanzer zu entwickeln, der den nationalen und internationalen Anforderungen entspricht. Der erstmals 2013 in Nischni Tagil vorgestellte ATOM basiert auf dem französischen VBCI-Radpanzer von Renault und Nexter.
Der ATOM stellt den Einstieg von Uralwagonsawod in den Markt für gepanzerte Radfahrzeuge dar und spiegelt die Strategie des Unternehmens wider, seine traditionelle Produktionsbasis für Kettenfahrzeuge mit Radfahrzeugplattformen zu komplettieren. Dadurch soll mithilfe westlicher Technik ein konkurrenzfähiges Produkt Marktzugang erlangen.
Aufgrund der EU-Sanktion wegen des Russisch-Ukrainischen Kriegs zog sich Renault aus dem binationalen Projekt zurück.

## Technik und Bewaffnung

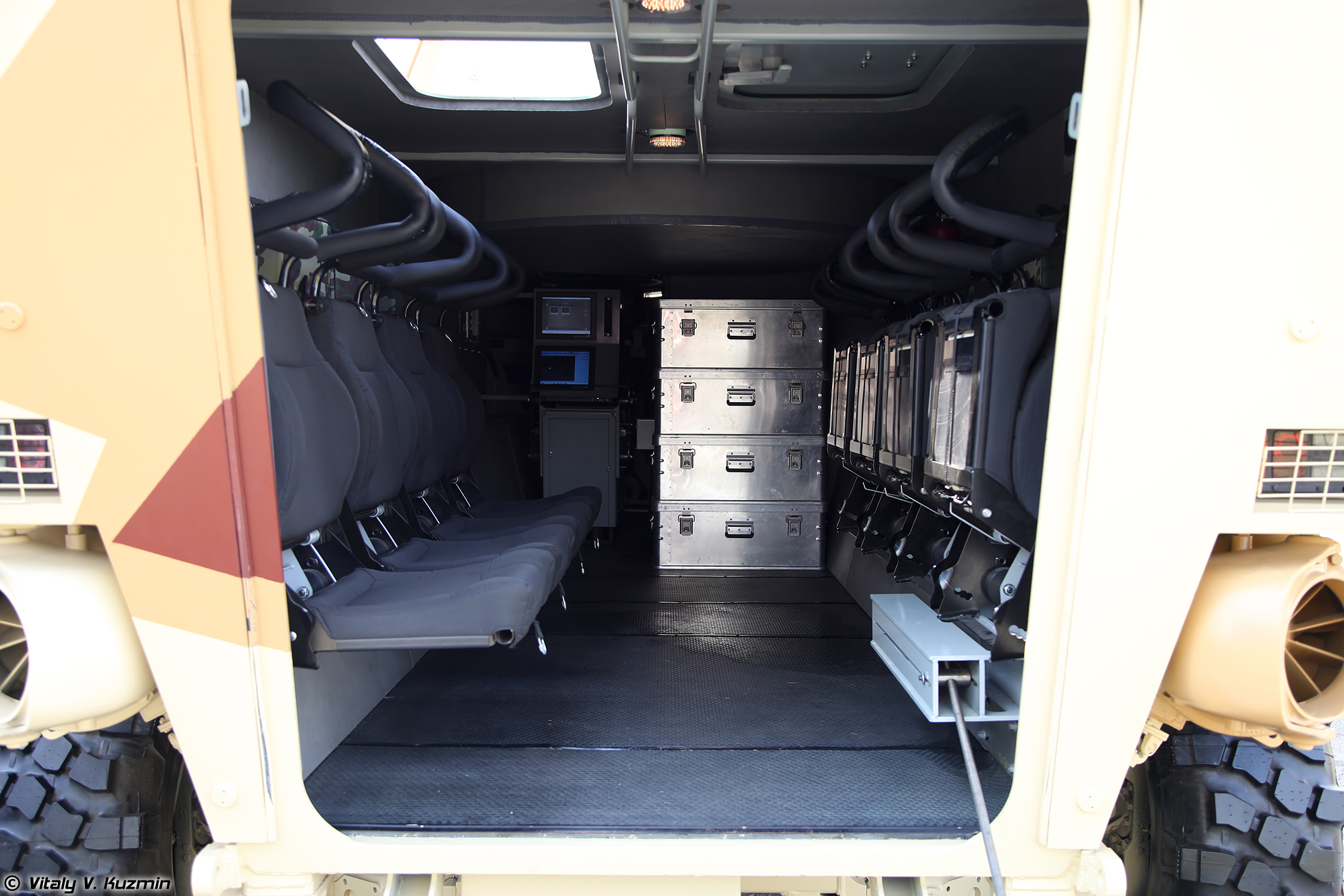
Innenraum des ATOM

Der ATOM dient gewissermaßen als Plattform für verschiedene Module. Dazu gehören Truppentransporter, Kommandofahrzeuge, Kampfelektronik, Kampftechnik und Bergung sowie Feuerunterstützungsplattformen, die als Bewaffnung ein Rohrwaffenspektrum der Kaliber 57 bis 120 mm umfassen. Das Konzept eines standardisierten Fahrmoduls mit austauschbaren Missionsmoduln ist bereits vom deutschen GTK Boxer bekannt.
Der ATOM ist schwimmfähig, der Antrieb erfolgt mittels zweier am Fahrzeugrumpf montierter Wasserstrahlantriebe.
Im Gegensatz zum französischen VBCI ist der 2013 vorgestellte ATOM mit einem ferngesteuerten Geschützturm ausgestattet, der eine 57-mm-Kanone russischer Produktion beinhaltet. Die Kanone hat eine Schussrate von 120 bis 140 Schuss pro Minute mit einer effektiven Reichweite von bis zu sechs Kilometern. Der Munitionsvorrat umfasst 80–100 Schuss. Der Turm ist lediglich auf der Wanne montiert und ist damit vom Innenraum abgetrennt. Die Panzerung kann durch Reaktiv- und Käfigpanzerung verstärkt werden.
Die Kabine hat vier Dachluken und eine hintere Rampe zum Ein- und Aussteigen. ATOM kann auf der Straße mit einer Geschwindigkeit von 100 km/h fahren und soll eine Reichweite von 750 km haben.